# Нагаєв Олексій Іванович
Олексій Іванович Нагаєв (17.3.1704, с. Сертякіно — 8.1.1781, Петербург) — російський гідрограф та картограф, адмірал.

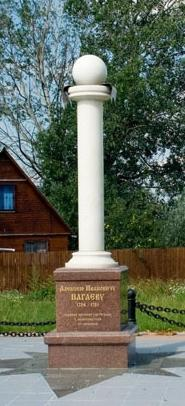
Пам'ятник Нагаєву. Сертякіно (Московська область).

Розробив перший морський атлас та лоцію Балтійського моря (1752 рік). Складав карти Ладозького озера, Каспійського моря, ведмежих островів та гирла Колими. Автор перших карт Берингового моря (1745 рік).